# Nikołaj Antoszkin
Nikołaj Timofiejewicz Antoszkin (ros. Николай Тимофеевич Антошкин, ur. 19 grudnia 1942 we wsi Kuzminowka w ówczesnej Baszkirskiej ASRR, zm. 17 stycznia 2021 w Moskwie) – radziecki i rosyjski wojskowy i polityk, generał pułkownik lotnictwa, Bohater Związku Radzieckiego (1986).

## Życiorys
Był Mordwinem. Od 1951 mieszkał w Kumiertau, gdzie do 1960 skończył 10 klas szkoły, później pracował w warsztacie remontowo-budowlanym. W sierpniu 1961 został powołany do służby w Armii Radzieckiej, w październiku 1965 ukończył wojskową lotniczą szkołę pilotów w Orenburgu, po czym służył jako lotnik i szef sztabu eskadry oraz dowódca klucza w 10 samodzielnym zwiadowczym pułku lotniczym w Białoruskim Okręgu Wojskowym (w Szczuczynie). Od października 1969 do sierpnia 1970 dowodził kluczem w 293 samodzielnym zwiadowczym pułku lotniczym w Dalekowschodnim Okręgu Wojskowym, w czerwcu 1973 ukończył Wojskową Akademię Sił Powietrznych im. Gagarina w Monino i został dowódcą eskadry i następnie zastępcą dowódcy 511 samodzielnego pułku lotniczego w Odeskim Okręgu Wojskowym, od września 1975 do czerwca 1979 był dowódcą 87 samodzielnego zwiadowczego pułku lotniczego w Turkiestańskim Okręgu Wojskowym w Karszy. Od czerwca 1979 do maja 1980 dowodził 11 samodzielnym zwiadowczym pułkiem lotniczym w Grupie Wojsk Radzieckich w Niemczech, a od maja 1980 do sierpnia 1980 był dowódcą lotnictwa 20 Gwardyjskiej Armii w Grupie Wojsk Radzieckich w Niemczech, w 1983 ukończył Wojskową Akademię Sztabu Generalnego i został dowódcą lotnictwa i zastępcą dowódcy Centralnej Grupy Wojsk w Milovicach. Od marca 1985 do sierpnia 1988 był szefem sztabu i I zastępcą dowódcy Wojskowych Sił Powietrznych Kijowskiego Okręgu Wojskowego. Na tym stanowisku od 26 kwietnia do 5 maja 1986 brał udział w akcji gaszenia pożaru i likwidacji skutków katastrofy w Czarnobylu, za co nagrodzono go tytułem Bohatera Związku Radzieckiego.
Od sierpnia 1988 do czerwca 1989 był dowódcą Wojskowych Sił Powietrznych Środkowoazjatyckiego Okręgu Wojskowego (ze sztabem w Ałma-Acie), od listopada 1989 do listopada 1993 dowodził siłami powietrznymi Moskiewskiego Okręgu Wojskowego, od listopada 1993 do marca 1997 pełnił funkcję dowódcy Lotnictwa Frontowego, a od listopada 1997 do czerwca 1998 zastępcy głównodowodzącego Sił Powietrznych ds. przysposobienia bojowego. W lutym i czerwcu 1995 brał udział w I wojnie czeczeńskiej. We wrześniu 1998 zakończył służbę wojskową. W 2002 został przewodniczącym Zarządu Klubu Bohaterów Związku Radzieckiego, Bohaterów Federacji Rosyjskiej i pełnych kawalerów Orderu Sławy miasta Moskwy i obwodu moskiewskiego. W 2014 i 2016 został wybrany deputowanym do Dumy Państwowej. W lutym 1975 został pilotem wojskowym I klasy, a 22 lutego 1993 otrzymał tytuł Zasłużonego Lotnika Wojskowego Federacji Rosyjskiej. Zmarł na COVID-19.

## Awanse
- porucznik (29 października 1965)
- starszy porucznik (6 grudnia 1967)
- kapitan (30 grudnia 1969)
- major (29 czerwca 1973)
- podpułkownik (19 września 1975)
- pułkownik (27 grudnia 1979)
- generał major (29 kwietnia 1985)
- generał porucznik (25 kwietnia 1990)
- generał pułkownik (10 czerwca 1994)

## Odznaczenia
- Złota Gwiazda Bohatera Związku Radzieckiego (24 grudnia 1986)
- Order Lenina (24 grudnia 1986)
- Order „Za zasługi dla Ojczyzny” III klasy (19 października 2013)
- Order „Za zasługi dla Ojczyzny” IV klasy (28 sierpnia 1995)
- Order „Za służbę Ojczyźnie w Siłach Zbrojnych ZSRR” II klasy (28 listopada 1991)
- Order „Za służbę Ojczyźnie w Siłach Zbrojnych ZSRR” III klasy (22 lutego 1977)

I medale.